# Кјузано ди Сан Доменико
Кјузано ди Сан Доменико је насеље у Италији у округу Авелино, региону Кампанија.
Према процени из 2011. у насељу је живело 1434 становника. Насеље се налази на надморској висини од 704 м.

## Становништво
| 1951. | 1961. | 1971. | 1981. | 1991. | 2001. | 2011. |
| ----- | ----- | ----- | ----- | ----- | ----- | ----- |
| 3.289 | 2.949 | 2.465 | 2.522 | 2.539 | 2.490 | 2.351 |